# François-Victor Hugo
Pour les articles homonymes, voir Famille Hugo et Hugo.
François-Victor Hugo, né le 28 octobre 1828 à Paris où il est mort de la tuberculose le 26 décembre 1873, est le quatrième des cinq enfants de Victor Hugo et Adèle Foucher. Il est connu surtout pour sa traduction en français des œuvres de William Shakespeare, dont la série complète parait en 18 volumes entre 1859 et 1866.

## Biographie

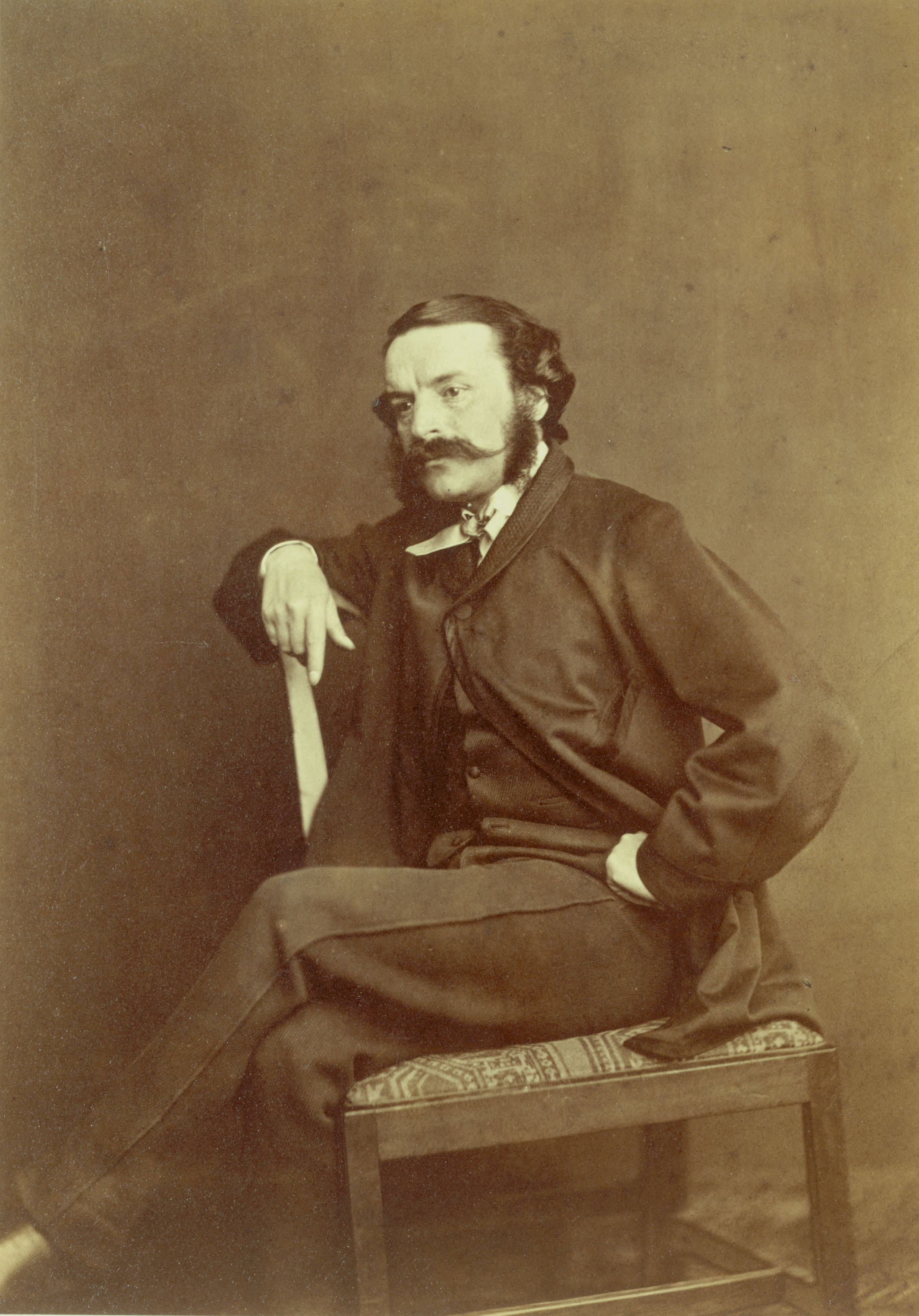
François-Victor Hugo, photographie par Émile Bacot, 1862.

François-Victor Hugo s'engage dans diverses controverses politiques et participe, notamment avec son père et son frère Charles, au lancement de deux journaux, L'Événement (en juillet 1848, interdit en septembre 1851), puis Le Rappel (en 1869, vite saisi, puis suspendu). Il est également l'auteur de l'ouvrage La Normandie inconnue, publié en 1857.
En 1852, il suit son père à Jersey, où, en compagnie de son frère Charles et d'Auguste Vacquerie, souvent sous la direction de Victor Hugo, il réalise des portraits photographiques de la famille Hugo et de son entourage.
Pendant la Commune de Paris en 1871, il écrit plusieurs articles dans Le Rappel où il manifeste sa sympathie pour le mouvement du 18 mars tout en regrettant la guerre civile et les mesures de la Commune contre la presse versaillaise.
Atteint de tuberculose pulmonaire, François-Victor meurt à quarante-cinq ans ; il est inhumé au cimetière du Père-Lachaise.

## Publications
- La Normandie inconnue, 1857

### Traductions
- William Shakespeare, Œuvres complètes, Paris, Pagnerre, 1859-1866, en 18 volumes
  - réédition partielle, Théâtre complet, Garnier Frères, Édition Service Genève, 1970, en 4 volumes